# Joyful Noise Recordings
Pour les articles homonymes, voir Joyful Noise.
Joyful Noise est un label indépendant établi à Indianapolis, Indiana. Le label a été fondé en 2003 à Bloomington, Indiana par Karl Hofstetter. Son catalogue compte actuellement plus de 20 groupes dont Dinosaur Jr., Deerhoof, of Montreal, WHY? et Sebadoh.
Le label s'est spécialisé dans des éditions limitées généralement pressées sur des formats analogiques tels que le vinyle, la cassette audio et le flexi disc.

## Artistes produits
- Child Bite
- CJ Boyd
- David Yow
- Deerhoof
- Dinosaur Jr.
- DMA
- Don Caballero
- Dumb Numbers
- The Folk Implosion
- Half Japanese
- Helvetia
- Jad Fair
- Joan Of Arc
- Jorma Whittaker
- Kishi Bashi
- Memory Map
- of Montreal
- Racebannon
- Sebadoh
- Sisyphus
- Sleeping Bag
- Solos
- Son Lux
- SWAPS
- Talk Normal
- Victor Villarreal
- WHY?

## Artistes produits ponctuellement
- Akron/Family
- Birthmark
- Danielson
- Dead Rider
- Doug Martsch
- Here We Go Magic
- Hella
- Japandroids
- Lou Barlow
- Make Believe
- Melvins
- Mike Adams At His Honest Weight
- Monotonix
- Natural Dreamers
- Rafter
- Richard Swift
- Rob Crow
- Sufjan Stevens & Cat Martino
- The Jesus Lizard
- The Sea and Cake
- Tortoise

## Artistes anciennement produits
- Abner Trio
- Berry
- Big Bear
- Bizzart
- Hermit Thrushes
- Hi Red Center
- I Love You
- Jookabox
- Lafcadio
- Man at Arms
- Manners for Husbands
- Marmoset
- Melk the G6-49
- Prizzy Prizzy Please
- Push-Pull
- Receptor Sight
- Stationary Odyssey
- The Delicious
- Valina